# Regiunea de dezvoltare Nord-Est
Nord-Est este o regiune de dezvoltare a României, creată în anul 1998. Sediul Agenției pentru Dezvoltare Regională Nord-Est se află în municipiul Piatra Neamț, chiar dacă cel mai mare oraș este municipiul Iași. Precum celelalte regiuni de dezvoltare, Regiunea pentru dezvoltare regionala Nord-Est nu are puteri administrative, funcțiile sale principale fiind coordonarea proiectelor de dezvoltare regio care fac parte din regiunile istorice Moldova și Bucovina: Bacău, Botoșani, Iași, Neamț, Suceava și Vaslui.

## Județe

### Regiunea de dezvoltare Nord-Est cuprinde 6 județe (după populație):
- Județul Iași
- Județul Suceava
- Județul Bacău
- Județul Neamț
- Județul Botoșani
- Județul Vaslui

## Geografie

### Relief
Relieful este variat, fiind prezentă întreaga gamă a treptelor de relief de pe teritoriul României. Altitudinea maximă este de 2100  de metri, în Munții Călimani (vârful Pietrosul Calimani ) din județul Suceava, iar cea minimă de sub 10 de metri, pe valea Prutului, pe teritoriul județului Vaslui . Pe teritoriul a trei județe, Bacău, Neamț și Suceava, se găsesc unități montane din Carpații Orientali. În județele Bacău și Neamț sunt prezente subunități aparținând Subcarpaților Moldovei. Podișul Moldovei este prezent în fiecare din cele șase județe. Pe teritoriile județelor Botoșani, Iași și Vaslui se găsesc subunități de câmpie și de luncă aparținând Câmpiei Moldovei și luncii Prutului. Un caz special îl constituie Culoarul Siretului și Moldovei.

### Climă
Clima variază corespunzător reliefului. De la temperaturi medii anuale de 0,7 °C și precipitații de 700 mm pe vârful Toaca din Munții Ceahlău, la temperaturi de 9,8 °C (Bârlad) și precipitații de 450-500 mm (zonele de câmpie din județele Botoșani, Iași și Vaslui).

### Vegetație
Vegetația și fauna sunt determinate de climă și relief, variind de la etajul alpin și subalpin de pe vârfurile montane din județele Neamț, Suceava și Bacău la etajul silvostepei și stepei din județele Botoșani, Iași și Vaslui.

## Economie
Economia regiunii Nord-Est are un caracter predominant agrar, în special către nord, deși există mai multe orașe industriale, cele mai mari fiind Iași, Bacău și Suceava. PIB-ul per capita în regiune este cel mai mic din România, la circa două treimi din media națională. În prezent industria textilă are creșterea cea mai rapidă. Turismul este de asemenea foarte important, în special în zonele montane din vestul regiunii, precum și în următoarele orașe (după numărul de turiști) Iași, Suceava, Piatra Neamț sau Bacău. Alte atracții turistice sunt Mănăstirile din nordul Moldovei (în special mănăstirile din Bucovina), ce fac parte din patrimoniul universal.

## Demografie
Regiunea Nord-Est are o populație totală de 3.674.367, fiind astfel cea mai populată regiune a țării. Densitatea este de 99,71/km², mai ridicată decât media pe țară, de 91,3/km². 1.808.390 (49.22%) dintre locuitori sunt de sex masculin, iar 1.865.977 (50.78%) sunt de sex feminin. Românii reprezintă 97,9% din populație, cea mai importantă minoritate fiind romii, reprezentând 1,2 % din populație. O altă minoritate importantă o reprezintă ucrainieni
Limba română este cea mai vorbită limbă, fiind limba maternă a 98,7 % dintre locuitorii regiunii. Limba romani este vorbită de 0,6% din populație, iar limba ucraineană de 0,3%. Cele mai mari orașe ale regiunii sunt Iași (357.192), Bacău (144. 307), Suceava (120.404), Botoșani (106.847), Piatra Neamț (85.055), Vaslui (63.035) și Bârlad (55.807).
Regiunea Nord-Est are 46 orase: 5 orase mari (cu >100.000 locuitori), 9 orase mijlocii (nr. locuitori intre 50.000 si 100.000) si 32 orase mici (cu mai putin de 50.000 locuitori)(2011). 
(Pentru structura confesională, a se vedea lucrarea: Aspecte geodemografcie privind religia catolică din Regiunea de Dezvoltare Nord-Est a României, Mărculeț I., Mărculeț Cătălina,în Deșteptarea Credinței, nr. 5-6 (218-219), Dej, 2008).

## Cultura

### Bucătăria tradițională
Bucataria moldovenească este foarte diversificată din punct de vedere al tipurilor de preparate. Există mâncăruri specifice acestei regiuni pentru antreuri, supe, feluri principale cu legume, feluri principale din carne, deserturi, conserve, murături și altele.
Platoul tradițional reprezintă unul dintre antreurile principale ale bucătăriei moldovenești. Platoul se pregătește din cârnăciori afumați, tobă, slăninuță, telemea de burduf, ceapă roșie, ardei gras si roșie.